# 금동 용두보당
금동 용두보당(金銅 龍頭寶幢)은 용 머리를 장식한, 고려 시대의 당(幢)이다. 이 용두보당은 금동을 재료로 73.8cm 크기로 작게 만든 것이다. 삼성미술관 리움 소장이며, 1971년 12월 21일 대한민국의 국보 제136호로 지정되었다.

## 개요
절에서 행사가 있을 때 그 입구에는 당이라는 깃발을 달아두는데, 이 깃발을 매달아두는 장대를 당간이라 하며, 이를 양쪽에서 지탱해 주는 두 기둥을 당간지주라 한다.
장대 모양의 이 당은 꼭대기에 용의 머리모양이 장식되어 있어 용두보당이라 한다. 청동으로 만들어졌으며 높이 73.8cm의 작은 크기로, 2층의 기단(基壇) 위에 두 개의 기둥을 세우고, 그 가운데에 당간을 세운 모습이다. 당간은 8개의 원통이 서로 맞물려 이어져 있는데, 여덟번째의 원통에는 용머리가 장식되어 있다. 용머리는 목에 비늘을 새겨 놓아 사실적으로 표현하고자 했으며, 뿔이 앞뒤로 생동감있게 뻗쳐있어 더욱 힘차게 보인다. 표면 전체에 다갈색으로 얇게 옻칠을 하고 그 위에 금칠을 하였는데, 지금은 군데군데 그 흔적만 남아있다.
신라 이래 발달해온 당간 양식의 모습과 세련된 공예미를 보여주는 귀중한 유물로, 고려시대의 작품이다. 보통 당간의 머리장식은 별로 남아있지 않은 현실에서 이 당은 그 모습을 짐작하게 하는 좋은 자료가 되고 있다.

## 사진

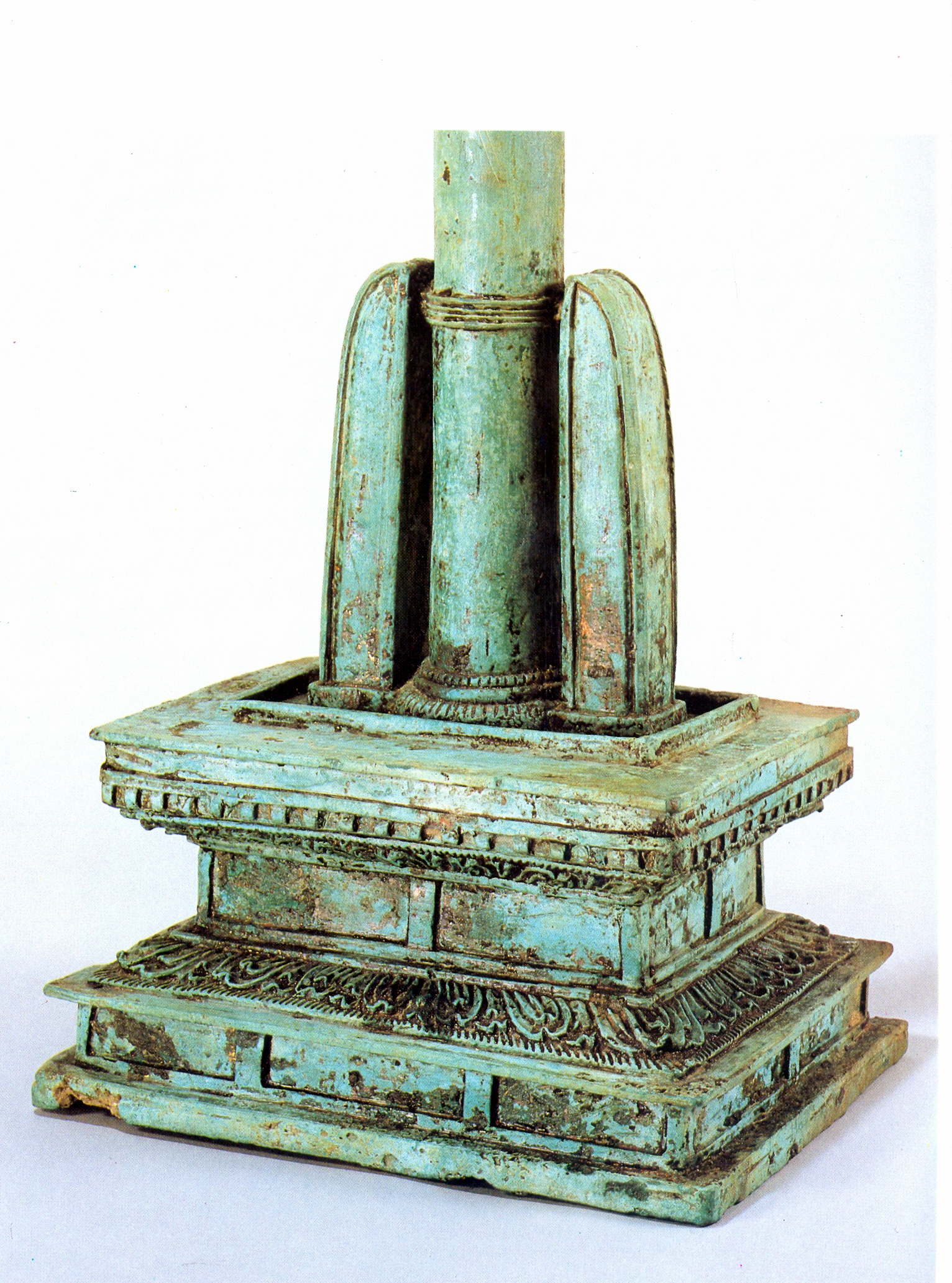
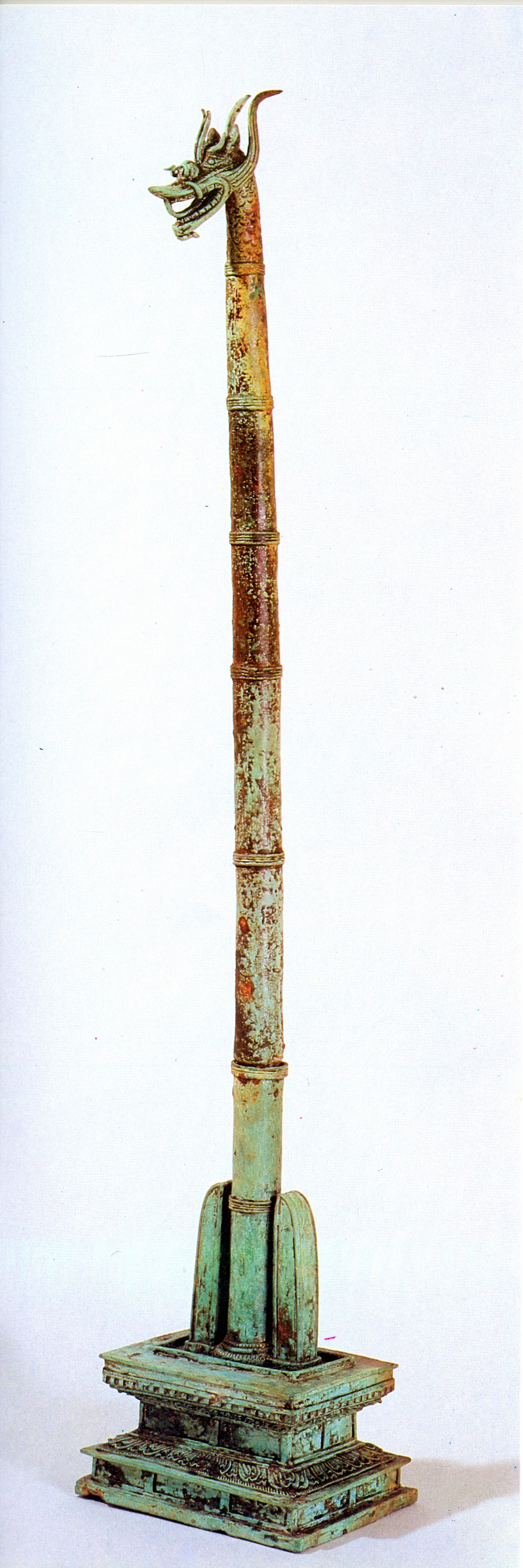

## 참고 문헌
- 금동 용두보당 - 국가유산청 국가유산포털